# Hang Yin
Hang Hubert Yin (chinesisch 尹航, Pinyin Yǐn Háng; * 5. Juli 1976) ist ein chinesischer Biochemiker. Er ist Professor am Lehrstuhl für Chemie und Biochemie der University of Colorado Boulder tätig. Aufgrund seiner fundierten Forschung im Bereich der Biochemie und Medikamentenentwicklung erhielt er bereits zahlreiche Preise für junge Wissenschaftler.
Nach dem Bachelorstudium an der Peking-Universität erhielt Yin 2004 seinen Doktortitel an der Yale University. Im Anschluss daran arbeitete er für die University of Pennsylvania School of Medicine als Postdoc unter der Leitung von William DeGrado und ist seit 2007 Mitglied der Fakultät der University of Colorado Boulder.
2012 konnte seine Arbeitsgruppe zeigen, dass Morphin gebunden am Lymphocytantigen 96 Entzündungen auslöst. Dieses Protein wiederum bindet einen Immunorezeptor, den sogenannten Toll-like Receptor 4. Die Morphin-induzierte Aktivierung von TLR4 resultiert in der Unterdrückung des Schmerzempfindens durch Opioid. Gleichzeitig führt es sowohl zur Opioidtoleranz, -abhängigkeit, -missbrauch als auch zu Nebenwirkungen, wie z. B. Atemdepression. Die Arbeitsgruppe Yin konnte potentielle Medikamentkandidaten identifizieren, die die Opioid-gestützte Schmerztherapie verbessern. Im Juni 2014 wurde die Zulassung von BioLineRx Ltd. (NASDAQ: BLRX), einer neuen von Yin entwickelten Verbindung zur Behandlung von neuropathischem Schmerz, bekannt gegeben. Im Jahr 2015 publizierte Yin einen neuen Kandidaten für ein neues Arzneimittel, welches die Behandlung von Parkinson-Krankheit revolutionieren könnte. Die entsprechende Verbindung, CU-CPT22, könnte die  starke Entzündung von bestimmten Immunzellen, die möglicherweise Parkinson auslösen, inhibieren.